# High Speed LAN Instrument Protocol
HiSLIP (High-Speed LAN Instrument Protocol) és un protocol basat en TCP/IP per al control remot d'instruments de prova i mesura basats en LAN. Va ser especificat per la Fundació IVI i pretén substituir l'antic protocol VXI-11. Igual que VXI-11, HiSLIP s'utilitza normalment a través d'una biblioteca que implementa l'API VISA. La versió 1.4 de l'estàndard LAN eXtensions for Instrumentation (LXI) recomana HiSLIP com a "Funció estesa LXI HiSLIP per a instrumentació basada en LXI".

## Beneficis
HiSLIP soluciona diversos problemes amb el protocol VXI-11 (que envia ordres GPIB de manera síncrona a través de SunRPC):
- Nou "mode de superposició" asíncron per ajudar les aplicacions a aprofitar al màxim el rendiment d'Ethernet
- Compatibilitat amb el bloqueig d'instruments compartit i exclusiu
- Compatibilitat amb IPv6

## Característiques
HiSLIP pot funcionar en dos modes diferents:
- En el "mode de superposició", les dades d'entrada i sortida s'emmagatzemen en memòria intermèdia entre el client i el servidor i un client pot enviar una sèrie de consultes independents sense haver d'esperar que cadascuna es completi abans d'enviar la següent. Les respostes s'envien en l'ordre en què es van enviar les consultes. Aquest funcionament asíncron ajuda a les aplicacions a aprofitar al màxim el rendiment d'Ethernet.
- També hi ha un "mode sincronitzat" més lent, en què un client ha de llegir el resultat de cada consulta abans de poder enviar-ne una altra. Està pensat per a la compatibilitat amb versions anteriors de les capacitats dels instruments GPIB, VXI-11 i USB-TMC.

Els clients HiSLIP (biblioteques VISA) han de ser compatibles amb tots dos modes. Els servidors (instruments) HiSLIP han de ser compatibles amb almenys un d'ells, però també poden ser compatibles amb tots dos.
Un client HiSLIP contacta amb un servidor obrint dues connexions TCP, ambdues al port 4880, i envia missatges paquetitzats a tots dos:
- El "canal síncron" transporta trànsit d'ordres ASCII bidireccional normal (per exemple, SCPI) i metamissatges GPIB síncrons (END, disparadors, etc.).
- El "canal asíncron" transporta metamissatges similars a GPIB que s'han de tractar amb més prioritat i independentment de la ruta de dades (per exemple, esborrat del dispositiu, sol·licitud de servei).[3]

## Ús
Per migrar de VXI-11 a HiSLIP, un usuari d'una biblioteca i un instrument VISA que admetin tots dos només ha de canviar la cadena de recursos VISA utilitzada per adreçar l'instrument. La versió més curta possible d'una cadena de recursos VISA VXI-11 és TCPIP::<IP address|hostname>::<HiSLIP Server>[,port#]::INSTR. Per utilitzar el canal de comunicació HiSLIP, cal canviar aquesta cadena de recursos VISA a: TCPIP::<IP address|hostname>::<HiSLIP device name>::INSTR. Si el servidor HiSLIP utilitza un port diferent del valor per defecte 4880, s'ha d'especificar a la cadena de recursos com a: TCPIP::IP address|hostname>::<HiSLIP device name>[,port#]::INSTR.